# A. Q. M. Badruddoza Chowdhury
Abul Qasim Muhammad Badruddoza Chowdhury in bengalese একিউএম বদরুদ্দোজা চৌধুরী (Comilla, 11 ottobre 1930 – Dacca, 5 ottobre 2024) è stato un politico bangladese.

## Biografia
Segretario e cofondatore del Partito Nazionalista del Bangladesh, di cui fece parte dal 1978 al 2002, fu presidente del Bangladesh dal novembre 2001 al giugno 2002.
Nel 1993 ricevette la medaglia dell'indipendenza.